# NGC 3737
NGC 3737 este o galaxie lenticulară situată în constelația Ursa Mare. A fost descoperită în 14 aprilie 1789 de către William Herschel. Se află la o distanță de 84,48 de megaparseci de Pământ.